# 島津フミヨ
島津 フミヨ（しまづ フミヨ、1902年〈明治35年〉11月9日 - 1967年〈昭和42年〉12月31日）は、昭和期の日本の女性放射線医学者。弟に熊倉正弥。

## 略歴
栃木県喜連川町出身。父熊倉弥五郎、母ソメの三女。姫路の島津愛之と結婚する。
東京府立第一高等女学校を経て、東京女子医学専門学校を卒業し、母校病院のレントゲン科に入局する。1942年4月に放射線医学教室の初代教授となる。1951年には、梯子式連続撮影装置の試作に成功し、心臓外科の発展に大きく貢献した。

## 著書

### 単著
- 『血管心臓造影法』金原出版〈胸部レ線写真読影講座・心臓篇 第3集〉、1955年12月。 NCID BN10351324。全国書誌番号:62008701。

### 共著
- 島津フミヨ、三浦茂『血管心臓造影法』南江堂〈胸部外科双書 第26巻〉、1960年9月。 NCID BN15481473。全国書誌番号:52004253。